# Peretz Smolenskin
Peretz Smolenskin (hébreu : פרץ סמולנסקין ), né le 25 février 1842 et mort le 1 février 1885, est un poète et un journaliste juif, ardent défenseur du renouveau de la langue hébraïque. 
Il compte parmi les leaders du mouvement des Amants de Sion. Il est né dans l'Empire russe du côté polonais et mort en Italie.

## Biographie
Peretz Smolenskin étudie la linguistique des langues étrangères et en profite pour visiter de nombreux pays. Il s'installe à Vienne en 1868.
Il écrit alors pour de nombreux journaux, dans lesquels l'idée principale à laquelle il s'attache est d’« ôter l'aveuglement de ceux qui ne connaissent pas la sagesse ». Il croît en la fin de la Diaspora, et en la restauration de la royauté d'Israël, par l'implantation humaine en Terre d'Israël.
Par son initiative est créée l'association « Kadima », qui préparera le terrain du sionisme politique de Theodor Herzl. Ses ouvrages, tels que La joie de la trahison ou Mouvement sur le chemin de la vie, auront une forte influence sur ses contemporains.
Il s'oppose aux mouvements religieux orthodoxes ainsi qu'à l'assimilation des Juifs. Il porte en affection la résurrection de la langue hébreu, et défend l'idée que la rédemption du Peuple Juif passe par l'installation en Terre d'Israël.
Smolenskin meurt le 1er février 1885, et son corps est transféré à Jérusalem dans le cimetière Har Hamenouhot. De nombreuses rues d'Israël portent son nom.